# エーオンソリューションズジャパン
エーオンソリューションズジャパン株式会社は、千代田区のコンサルタント企業。
2021年に、エーオン コンサルティング ジャパン株式会社から商号変更している。

## 概要
保険・再保険仲介の世界最大手であるエーオン コーポレーション（本社：米国、120カ国・500拠点、3万8千人の社員）のグループ会社。
総合人事コンサルティング会社として国内外の企業を対象に、グローバル組織人事戦略コンサルティング、人材育成・人材開発コンサルティング、従業員福利厚生コンサルティングの3つの業務を柱に展開していた。

## グローバルネットワーク
- エーオン コンサルティング ワールドワイド（ACW）として、世界各地域（90か国）に229の拠点を有する。ACW のヒューマンキャピタル/マネジメントコンサルティングサービスに従事するプロフェッショナルの人数は6,000人以上。
- グローバルで10,000以上のクライアント企業（フォーチュン500の約半数）にコンサルティングサービスを提供。
- 米Business Insurance誌の読者が選定する "Best Employee Benefit Consulting Firm（最も優秀な従業員福利厚生コンサルティング企業）" 部門で4年連続第1位を継続中（2006年～2009年）。

## 沿革

### エーオン コンサルティングの歴史
1988年、米エーオン コーポレーションが従業員福利厚生コンサルティング会社であるMiller, Mason and Dickenson社を買収し、ヒューマンキャピタルコンサルティング事業を本格的に開始。2001年、加ASI Solutions Incorporated社を買収し、ヒューマンキャピタルコンサルティング部門をエーオン コンサルティング ワールドワイド（ACW）として再編成。ACWの日本における拠点として2008年4月に現所在地にオフィスを開設、営業を開始。その後、2008年10月にエーオン コンサルティング ジャパン株式会社設立。
2010年、アメリカの人材コンサルタント会社であるヒューイット・アソシエイツを買収
、エーオン ヒューイット（Aon Hewitt）として事業を継続している。

### 日本におけるエーオンの歴史
第二次世界大戦後間もない1950年にPaul Aurelが東京に設立したオーレルインシュアランス保険代理店が日本におけるエーオンの事業活動の嚆矢。その後、トランスオシャニック保険代理店（1953年横浜で設立）との合併に始まり、親会社であるエーオン コーポレーションの組織改編等によって社名を変更しながら事業を継続。1996年にエーオン リスク サービス ジャパン株式会社に社名変更（その後、2009年2月にエーオン ジャパン株式会社に改称）。
前述の買収にともない、ヒューイット・アソシエイツの日本法人であるエーオンヒューイットジャパンと経営統合、2011年3月にエーオンヒューイットジャパン株式会社として再出発した。
2021年1月にエーオンソリューションズジャパン株式会社に商号変更した。